# 行方孝介
行方 孝介（なめかた こうすけ、1999年9月23日 - ）は、日本のプロサッカー選手。ポジションはLW,RW,CM　ベラルーシ2部　FK Osipovich所属。
プロサッカー選手として活動する反面、ベラルーシ州立経済大学に通い二足の草鞋を履き活動している。

## 来歴
地元クラブFCクラッキス松戸から日本体育大学柏高等学校サッカー部へ進学。
高校卒業後、マルタ共和国、スウェーデンのクラブに練習参加するも契約に至らず、最終的にクロアチアのFK BSK BELICAと契約。
その後2020年モンテネグロ2部　FK MORNAR BARに移籍
シーズン終了後ウクライナ2部のチームと契約するもコロナ禍のため就労ビザが降りず契約解消。
2023年　日本人史上4人目のサッカー選手としてFK Osipovichiと契約。